# Nevil Maskelyne
Nevil Maskelyne (Londres, Inglaterra, 6 de octubre de 1732-Londres, 9 de febrero de 1811) fue un astrónomo inglés, el quinto Astrónomo Real y director del Observatorio Astronómico de Greenwich. 

## Semblanza
Maskelyne era el tercer hijo del matrimonio entre Edmund Maskelyne, oriundo de Purton (Wiltshire) y Elizabeth Booth.
Según cuentan sus biógrafos la observación del eclipse solar del año 1748 le impresionó tanto que decidió dedicarse a la astronomía; se graduó en el séptimo puesto en el Trinity College, Cambridge, en el año 1754 dedicándose desde ese momento a ampliar sus conocimientos astronómicos.
Conoció al astrónomo James Bradley en 1755, quien le inició en la observación; debido a sus especiales aptitudes en el año 1761 fue comisionado por la Royal Society para efectuar delicadas observaciones del tránsito del planeta Venus sobre el disco solar, para lo cual se desplazó hasta la isla de Santa Elena; durante las semanas del trayecto marítimo realizó experimentos para determinar la longitud por medio de observaciones lunares. Curiosamente, de la cuenta de gastos totales de la expedición, 292 libras, nada menos que 141 fueron destinadas a pagar su consumo personal de licores.
En el año 1772 sugirió a los miembros de la Real Sociedad de Londres la realización de un experimento (conocido como experimento de Schiehallion) para la determinación de la densidad de la Tierra de modo práctico; el experimento fue llevado a cabo en 1774: por medio de una plomada y una serie de teodolitos especiales midió la atracción gravitatoria de una montaña de granito (el monte Schiehallion, en Escocia) entre junio y octubre de ese año. A partir de estos resultados Charles Hutton calculó la densidad media terrestre que resultó ser 4,5 veces la del agua. El experimento disipó las dudas sobre la veracidad de la ley de gravitación universal de Newton, y en 1775 recibió la medalla Copley entregada por la Real Sociedad de Londres.
Posteriormente planificó y desarrolló delicados experimentos de geodesia, especialmente la medición de la longitud de un grado en la latitud de Maryland, Pensilvania, llevada a cabo exitosamente por los astrónomos Mason y Dixon entre los años 1766 y 1768; más tarde se involucró en la determinación de la longitud existente entre las ciudades de Greenwich y París.
En el año 1765 sucedió al astrónomo Nathaniel Bliss en el cargo de Astrónomo Real.
Se casó en 1785 con Sophie Ross y tuvo dos hijos: Margaret Maskelyne (1786-1858) y Nevil Story-Maskelyne (1823-1895), profesor de mineralogía en Oxford.

## Eponimia
- El cráter lunar Maskelyne lleva este nombre en su memoria.[1]